# Asthenochrysa viridula
Asthenochrysa viridula is een insect uit de familie van de gaasvliegen (Chrysopidae), die tot de orde netvleugeligen (Neuroptera) behoort. 
Asthenochrysa viridula is voor het eerst wetenschappelijk beschreven door Adams in 1978.